# Die Kunstmedaille in Deutschland
Die Kunstmedaille in Deutschland, ursprünglich Die Kunstmedaille der Gegenwart in Deutschland (Band 1–3), ist eine Schriftenreihe zur Kunst der Medaille in Deutschland.
Waren die Bände ursprünglich lediglich auf die zeitgenössische Medaillenkunst in Deutschland ausgerichtet, erweiterte sich der Inhalt später auf das gesamte historische Gebiet der Medaillenkunst.
Herausgeber ist die  Deutsche Gesellschaft für Medaillenkunst, teilweise in Verbindung mit Münzkabinetten, wie dem Münzkabinett der Staatlichen Museen zu Berlin, der Staatlichen Münzsammlung München, dem Kestner-Museum Hannover oder dem Münzkabinett der Moritzburg (Halle) (Auswahl).

## Inhalte
Einzelne Bände sind Werkmonographien zum Werk bekannter Medailleure wie Friedrich Brenner (Band 29), Hilde Broër (Band 20), Hans Karl Burgeff  (Band 9), Bernd Göbel (Band 16), Peter-Götz Güttler (Band 27), Johann Christian Koch (Band 21), Jutta Osten (Band 25) oder Leonhard Posch (Band 15). Andere Bände sind Themen wie der Medaillensammlung Goethes (Band 13), dem Künstlerkreis der Medailleure München (Band 18) oder den Preisträgern des Hilde-Broër-Preises (Band 26, 28) gewidmet.

## Bände
- Band 1: Die Kunstmedaille der Gegenwart in Deutschland, 1988–1991. Berlin 1992.
- Band 2: Die Kunstmedaille der Gegenwart in Deutschland, 1991–1993 mit Nachträgen seit 1988. Berlin 1994.
- Band 3: Die Kunstmedaille der Gegenwart in Norddeutschland. Hannover 2004.
- Band 4: Die Kunstmedaille der Gegenwart in Deutschland 1993–1995 mit Nachträgen seit 1988. Berlin 1996, ISBN 3-7861-1926-0.
- Band 5: Ulf Dräger: Deutsche Kunstmedaillen des 20. Jahrhunderts aus der Sammlung des Landesmünzkabinetts Sachsen-Anhalt. Staatliche Galerie Moritzburg Halle in Verbindung mit der Deutschen Gesellschaft für Medaillenkunst. Halle (Saale) 1996, ISBN 3-7861-1955-4.
- Band 6: Medaillenkunst in Deutschland von der Renaissance bis zur Gegenwart. Themen, Projekte, Forschungsergebnisse. Dresden 1997, ISBN 3-7861-2251-2.
- Band 7: Kunst und Technik der Medaille und Münze. Das Beispiel Berlin. Berlin 1997, ISBN 3-7861-1999-6.
- Band 8: Martin Heidemann: Die Kunstmedaille in Deutschland. Berlin 1998, ISBN 3-7861-1416-1.
- Band 9: Elisabeth Wynhoff: Hans Karl Burgeff. Medaillen. Plaketten. Münzen. Gesamtverzeichnis 1951–1997. Hrsg. Deutsche Gesellschaft für Medaillenkunst und Museum Schloß Moyland 1999, ISBN 3-7861-1278-9.
- Band 10: Die Kunstmedaille in Deutschland. 1995–1998. Mit Nachträgen seit 1990. Deutsche Gesellschaft für Medaillenkunst in Verbindung mit den Staatlichen Museen zu Berlin Münzkabinett. Berlin 1999, ISBN 3-7861-2329-2.
- Band 11: Arche 2000. Deutsche Gesellschaft für Medaillenkunst in Verbindung mit dem Münzkabinett der Staatlichen Museen zu Berlin und der Gitta-Kastner-Stiftung,. Berlin 2000, ISBN 3-7861-2367-5.
- Band 12: XXVII. FIDEM 2000. Internationale Medaillenkunst. Berlin/Weimar 2000, ISBN 3-7861-2368-3.
- Band 13: Jochen Klauß: Die Medaillensammlung Goethes. 2 Bände, Berlin 2000, ISBN 3-7861-2369-1.
- Band 14: Wolfgang Steguweit: Die Medaille und Gedenkmünze des 20. Jahrhunderts in Deutschland. Münzkabinett Staatliche Museen zu Berlin 2000, ISBN 3-88609-443-X, ISBN 3-7861-2387-X.
- Band 15: Anne Forschler-Tarrasch: Leonhard Posch. Porträtmodelleur und Bildhauer. 1750–1831. Mit einem Verzeichnis seiner Werke und deren Vervielfältigungen in Eisen- und Bronzeguß, Porzellan und Gips. Verlag Willmuth Arenhövel, Berlin 2002, ISBN 3-922912-55-9.
- Band 16: Bernd Göbel. Medaillen. Plastik. Geräte. Grafik. Hrsg. Hallescher Kunstverein und Deutsche Gesellschaft für Medaillenkunst. Halle 2002.
- Band 17: Martin Heidemann, Wolfgang Steguweit: Dank der Burg. Medaillenkunst in Halle im 20. Jahrhundert. Deutsche Gesellschaft für Medaillenkunst, Münzkabinett der Staatlichen Museen zu Berlin, Gitta-Kastner-Stiftung der Numismatischen Kommission der Länder in der Bundesrepublik Deutschland, Berlin 2002, ISBN 3-7861-2462-0.
- Band 18: Markus Wesche: Der Künstlerkreis der Medailleure München 1988–2003. Eine Münchner Künstlergemeinschaft. Münzen – Medaillen – Gedenkmünzen. Deutsche Gesellschaft für Medaillenkunst, München 2003, ISBN 3-7861-2486-8.
- Band 19: Bibliographie zur Medaillenkunde 1990 bis 2003. Berlin 2004, ISBN 3-86105-004-8.
- Band 20: Wolfgang Steguweit: Hilde Broër. Bildhauerin und Medailleurin. Leben und Werk. Gebr. Mann Verlag, Berlin 2004, ISBN 3-7861-2490-6.
- Band 21: Elke Bannicke: Johann Christian Koch. Medailleur des Barock. Gebr. Mann Verlag, Berlin 2005, ISBN 3-7861-2512-0.
- Band 22: Gerd Dethlefs, Wolfgang Steguweit (Hrsg.): GeldKunst – KunstGeld. Deutsche Gedenkmünzen seit 1949. Gestaltung und Gestalter. Berlin 2005, ISBN 3-9801644-7-0.
- Band 23: Ulf Dräger, Andrea Stock: Die Welt “en miniature”. Deutsche Medaillenkunst heute. 2000–2006. Ausstellungskatalog Halle, Kunstmuseum Moritzburg: 15. Juli – 7. Oktober 2007. Kunstmuseum Moritzburg, Halle 2007, ISBN 978-3-86105-019-6.
- Band 24: Wolfgang Steguweit, Heinz W. Müller, Gisa Steguweit: Von Ludwig Gies bis Karl Burgeff. Medaillenkunst in Köln im 20. Jahrhundert. Berlin 2007, ISBN 978-3-7861-2568-6, ISBN 978-3-88609-602-2.
- Band 25: Beate Thiemer (Hrsg.): Jutta Osten. Ein gewagtes Leben. Zum 90. Geburtstag. Köln 2008, ISBN 978-3-937751-53-5.
- Band 26: Wolfgang Steguweit (Hrsg.): Hilde-Broe͏̈r-Preis für Medaillen-Kunst. Ausstellung der Preisträger 2005 Karl Burgeff, 2006 Heide Dobberkau, 2007 Wilfried Fitzenreiter, 2008 G. Angelika Wetzel. Kling, Kressbronn 2008, ISBN 978-3-9804329-2-4.
- Band 27: Güttler-Medaillen: gegossene Sichten und Welten. Medaillen 1971–2011. Sandstein, Dresden 2012, ISBN 978-3-95498-002-4.
- Band 28: Wolfgang Steguweit (Hrsg.): Hilde-Broër-Preis für Medaillen-Kunst: Ausstellung der Preisträger 2009 Peter-Götz Güttler, 2011 Anna Franziska Schwarzbach, 2013 Bernd Göbel, 2013 Hubertus von Pilgrim. Kressbronn 2013, ohne ISBN.
- Band 29: Natur – Zufall – Kunst. Die Natur im Medaillenwerk von Friedrich Brenner. Staatliche Münzsammlung, München 2015, ISBN 978-3-922840-32-9.
- Band 30: 25 Jahre Deutsche Gesellschaft für Medaillenkunst 1991–2016. Konzeption und Redaktion Wolfgang Steguweit, Staatliche Münzsammlung München, 2020, ISBN 978-3-922840-36-7